# Plasmaprotein

Schema der elektrophoretischen Auftrennung der Plasmaproteine. Albumin kommt am häufigsten vor und hat daher den höchsten Ausschlag.

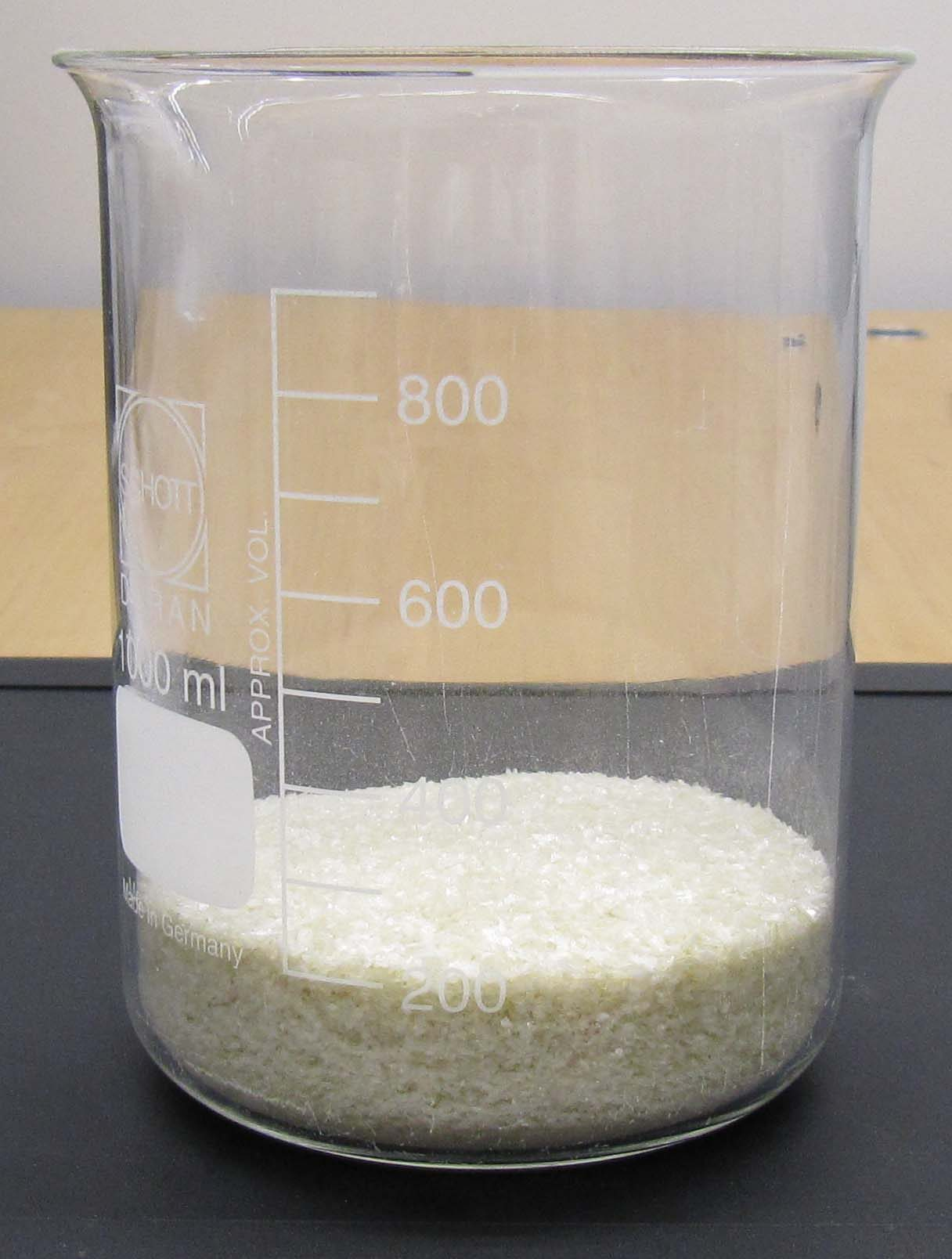
70 Gramm Proteinflocken in einem Ein-Liter-Becherglas. Diese Menge entspricht der Gesamtmenge an Proteinen in einem Liter menschlichem Blut. Das Bild zeigt aufgereinigtes Albumin aus Rinderblut.

Plasmaproteine ist ein Sammelbegriff für die am häufigsten im Blutplasma vorkommenden Blutproteine. Ihre Gesamtkonzentration beträgt 60–80 g/l. Trennt man diese Proteine mittels Elektrophorese auf, so erhält man Albumine und Globuline. Letztere werden entsprechend ihrer elektrophoretischen Beweglichkeit in vier Unterklassen (α1-, α2-, β- und γ-Globuline) unterteilt. Hauptsächlich handelt es sich um Glykoproteine, Lipoproteine und Metalloproteine. Ihre Molekülmasse beträgt 67 kDa für Albumine und zwischen 67 kDa und 1,3 MDa für Globuline.
Plasmaproteine erfüllen zahlreiche Aufgaben im Blutplasma. Dazu gehört die Aufrechterhaltung des kolloidosmotischen Drucks und des Blut-pH-Wertes (Puffer-Funktion) und der Transport (spezifische und unspezifische Carrier) von wasserunlöslichen Stoffen, Hormonen und Enzymen. Außerdem spielen sie eine wichtige Rolle in der Homöostase und Blutgerinnung (als Bestandteile des Komplementsystems, als Plasmaprotease-Inhibitoren und als Akute-Phase-Proteine), dem Immunsystem (Immunglobuline) und im Verlauf von Entzündungen.

## Ausgewählte Plasmaproteine
- Albumine (60 %)
- Globuline (40 %)
  - α1-Globuline (4 %)
    - Transcortin (→ Steroidtransport)
    - α1-Antitrypsin (→ Proteasehemmer)
    - α1-Antichymotrypsin (→ Proteasehemmer)
    - α-Lipoprotein (HDL) (→ Transport von Blutfetten)
    - Prothrombin (→ Proenzym von Thrombin)
    - Transcobalamin (→ Transport von Cobalamin)

  - α2–Globuline (8 %)
    - Haptoglobin (→ Bindung und Transport von Hämoglobin)
    - α2-Makroglobulin (→ Blutgerinnungshemmer)
    - α2-Antithrombin (→ Blutgerinnungshemmer)
    - Caeruloplasmin (→ Kupfertransport, Ferrooxidase)

  - β-Globuline (12 %)
    - Transferrin (→ Eisentransport)
    - β-Lipoprotein (LDL, VLDL) (→ Transport von Blutfetten)
    - Fibrinogen (→ Blutgerinnungsfaktor)
    - Hämopexin  (→ Bindung von freiem Häm)

  - γ-Globuline (16 %)
    - Immunglobuline (Antikörper) (IgA, IgD, IgE, IgG, IgM)